# Projeto Stormfury

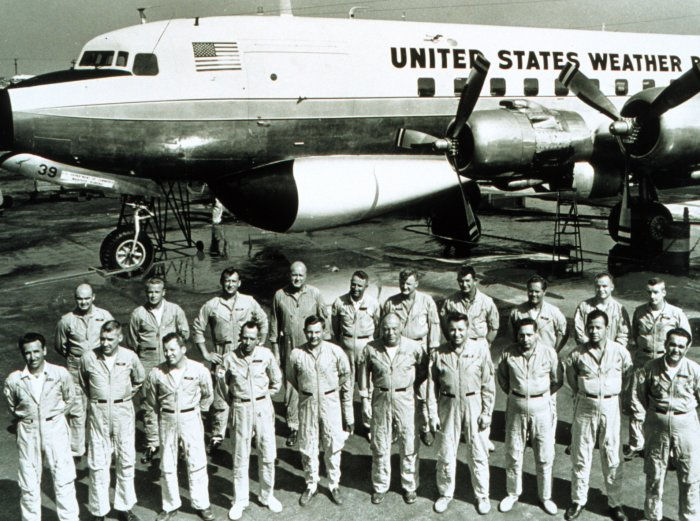
Foto de 1966, mostrando a tripulação e membros do Projeto Stormfury

O Projeto Stormfury foi uma tentativa de enfraquecer ciclones tropicais através de uma aeronave que voava para o interior destes realizando a semeadura de nuvens com iodeto de prata. O projeto foi conduzido pelo governo dos Estados Unidos da América de 1962 até 1983.